# Marco Gebhardt
Marco Gebhardt (* 7. Oktober 1972 in Quedlinburg, DDR) ist ein ehemaliger deutscher Fußballspieler und jetziger -trainer.

## Karriere

### Als Vereinsspieler
Der in Quedlinburg geborene Gebhardt begann seine fußballerische Laufbahn 1980 im benachbarten Ballenstedt bei der dortigen BSG Einheit (heute FSV Askania). Danach wechselte er nacheinander in die Jugendmannschaften der BSG Motor Quedlinburg (heute Quedlinburger SV 04), der BSG Stahl Thale und des Halleschen FC Chemie, wo er auch sein Debüt in der Herrenmannschaft feiern konnte. Nachdem er noch zwei weitere Male innerhalb Sachsen-Anhalts wechselte (zuerst zum FC Anhalt Dessau, danach zum FSV Lok Altmark Stendal, beide in der Oberliga Nordost), schloss er sich 1995 dem SC Verl an. Von dort gelang ihm 1997 der Sprung in den Profifußball zu Eintracht Frankfurt.
In Frankfurt wurde Gebhardt auf Anhieb Stammspieler und stieg mit der Eintracht in der ersten Saison in die Fußball-Bundesliga auf. Nachdem die Mannschaft jedoch 2001 wieder in die Zweite Bundesliga abstieg und Gebhardt in der Folgesaison nicht seinen Stammplatz behaupten konnte, wechselte er zu Energie Cottbus zurück in die Bundesliga. Aber auch mit den Cottbusern stieg er 2003 erneut ab und verließ den Verein 2004 nach dem verpassten Wiederaufstieg in Richtung München zum TSV 1860. Mit 1860 verpasste Gebhardt ebenfalls im Folgejahr nur knapp den Aufstieg in die erste Liga. Als aber in der Folgesaison die finanzielle Situation der Sechziger zu bedrohlich wurde, wechselte er in die Regionalliga Süd zum 1. FC Saarbrücken.
Nach einem nur einjährigen Gastspiel in Saarbrücken wechselte Gebhardt zum Anfang der Saison 2007/08 in die Regionalliga Nord zum 1. FC Union Berlin. Mit den „Eisernen“ qualifizierte er sich 2008 zunächst für die neu geschaffene dritte Profiliga, bevor das Team in der Folgesaison den Aufstieg in die Zweite Bundesliga feiern konnte. Gebhardt gehörte dabei zu den Leistungsträgern. Zu Beginn der Saison 2009/10 wurde er Kapitän von Union Berlin, wurde jedoch im weiteren Saisonverlauf nicht mehr regelmäßig eingesetzt. Nachdem er mit Union die Klasse halten konnte, wurde sein Vertrag schließlich nicht mehr verlängert. Er wechselte daraufhin zum SV Germania 90 Schöneiche, wo er 2011 nach einer Saison seine aktive Spielerkarriere beendete.

### In der Nationalmannschaft
Gebhardt bestritt darüber hinaus drei A2/B-Länderspiele für Deutschland. Sein erstes Spiel bestritt er 2000 gegen die A-Fußballnationalmannschaft Russlands. Das Spiel endete 4:4, Gebhardt wurde für Marcel Ketelaer ausgewechselt. Ausgewechselt wurde er auch bei seinem zweiten Einsatz, der 1:4-Niederlage gegen die A-Fußballnationalmannschaft der Slowakei, nun gegen Jens Rasiejewski. Sein drittes und letztes Spiel bestritt er 2001 gegen Frankreich. In dem Spiel, das 2:1 gewonnen wurde, wurde Gebhardt für Gerald Asamoah eingewechselt.

### Als Trainer
Zu Beginn der Saison 2011/12 übernahm Gebhardt beim Oberligisten Türkiyemspor Berlin das Traineramt. Nach drei Monaten Tätigkeit wurde er aufgrund der schlechten finanziellen Situation von Türkiyemspor freigestellt.
In der Saison 2012/13 trainierte Marco Gebhardt den brandenburgischen Landesligisten Grün-Weiß Lübben. Seit 2013 war er Co-Trainer der U-17-Mannschaft und U-19 Mannschaft von Dynamo Dresden und übernahm im September die U-16 von Dynamo als Cheftrainer.
Von Juni 2014 bis Februar 2015 war er Co-Trainer an der Seite von Stefan Böger bei Dynamo Dresden. Von Juli 2015 bis Februar 2023 trainierte er Blau-Weiß 90 Berlin.
Ende Februar 2023 wurde Gebhardt als neuer Trainer des Frauen-Bundesligisten 1. FFC Turbine Potsdam vorgestellt. Am Ende der Saison stand der Abstieg in die zweite Bundesliga fest. 2024 gelang der direkte Wiederaufstieg. Nach dem fünften Spieltag der Saison 2024/25 wurden er und Dirk Heinrichs freigestellt.